# Eduardo Sánchez Solá
Eduardo Sánchez Solá (Madrid, 25 de junio de 1869 – Granada, 7 de junio de 1949) fue un pintor español.

## Biografía

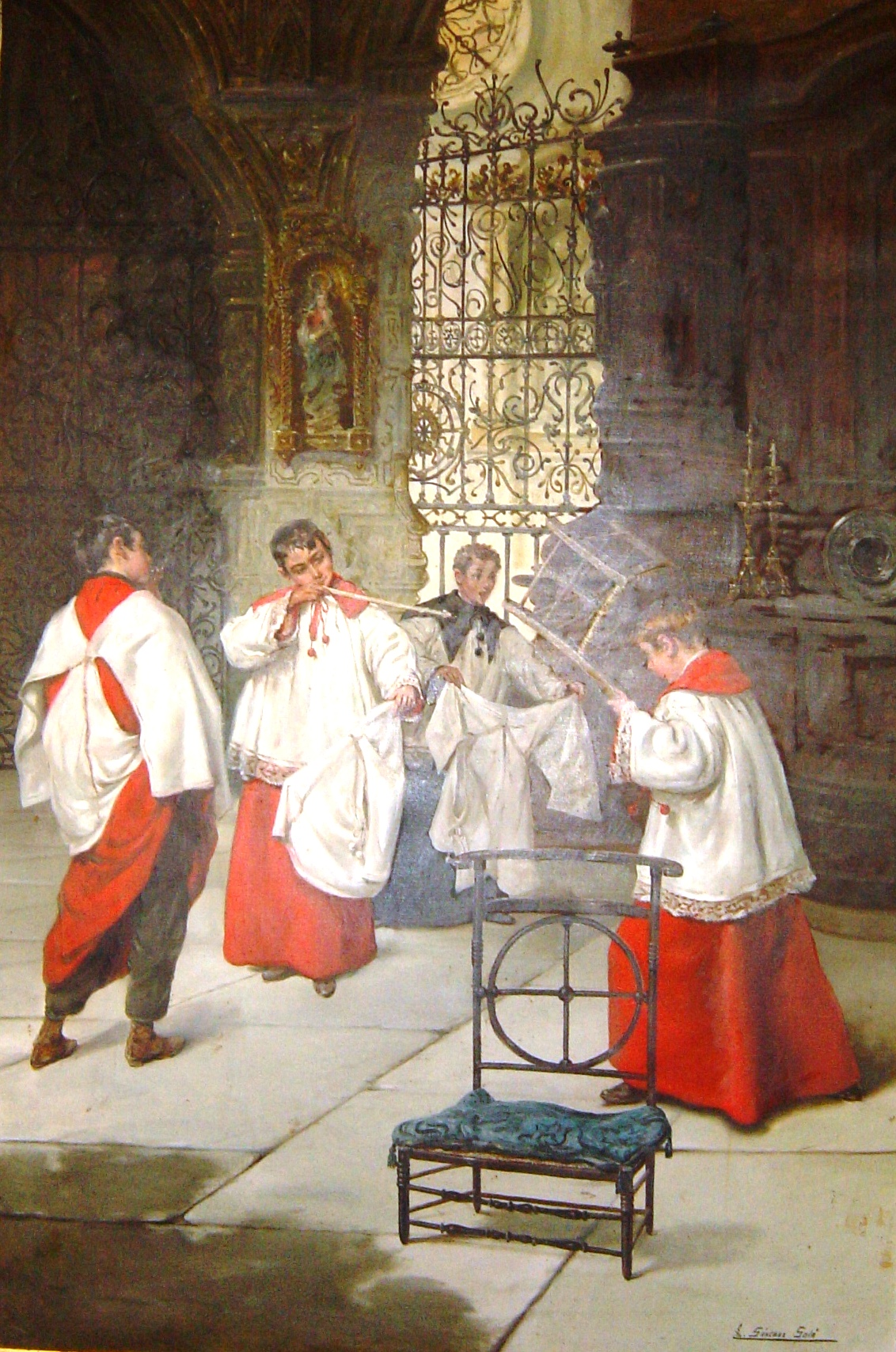
Corto y ceñido.

Estudió en la Real Academia de Bellas Artes de San Fernando como alumno de Alejandro Ferrant y Luis Taberner. Fue profesor en la Escuela de Artes y Oficios de Granada y colaborador de la revista La ilustración Española y Americana. Participó en varias Exposiciones Nacionales de Bellas Artes, en las que le concedieron mención honorífica en 1895; medalla de tercera clase en 1897, por el lienzo “Tristes noticias” y en 1899 por “El destete”; condecoración en 1901 y mención de honor en Arte Decorativo en 1904. Expuso también en la Regional de Arte Moderno de Granada, en la del Centro Artístico (1942) y en la de Linares (1943).
Se especializó en óleos donde reflejaba escenas de juegos de los monaguillos de la época en el interior de iglesias andaluzas. En ellos, el artista supo captar con acierto la transmisión del movimiento de los niños en dichas circunstancias, generalmente jugando entre ellos. Es conocido como “el pintor de los monaguillos” y de este género se conservan las siguientes obras:
- Corto y ceñido
- Haz lo que quieras (que sirvió como portada a un disco de Javier Krahe)
- Cabeza de monaguillo
- Travesuras
- Varios titulados “Los monaguillos” o “The Acolytes Mistake”

## Otras obras
- El nido
- Un nene
- Cossete
- El marido vengado
- El collar de perlas
- ¡Vaya por usted! (acuarela)
- Jabegote de Málaga
- El alcalde de mi pueblo
- Pájaro seas
- En la fuente
- Patio Andaluz
- La mujer de la rosa
- Gatos
- Jugando en la sacristía
- Al nieto del modelo
- Pareja galante en la fuente (Museo Carmen Thyssen Málaga)
- San Juan de la Cruz. Ermita de San Juan de la Cruz. La Carolina (Jaén)